# アンジェリカ・コステロ
アンジェリカ・コステロ（Angelica Costello、1978年6月5日 - ）は、アメリカ合衆国のポルノ女優。ニューヨーク州プラッツバーグ出身。